# Nikephoros III.

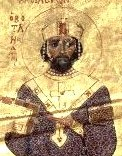
Nikephoros III.

Nikephoros III. Botaneiates, mittelgriechisch Νικηφόρος Γʹ Βοτανειάτης, (* um 1010; † nach dem 4. April 1081 in Konstantinopel) war von 1078 bis 1081 Kaiser des byzantinischen Reiches.
Nikephoros III. löste die Kaiser aus der Dukasfamilie ab, knüpfte allerdings an sie an, indem er die Gattin des Kaisers Michael VII. heiratete, während der abgesetzte Kaiser zum Eintritt in ein Kloster gezwungen wurde. Während seiner dreijährigen Herrschaft gelang ihm weder, die äußeren Feinde abzuwehren, noch konnte er den inneren Zerfall aufhalten. Erst sein Nachfolger Alexios I. Komnenos war in der Lage, eine neue Dynastie zu etablieren und das Reich zu konsolidieren.

## Zeitgeschichtlicher Hintergrund
Kaiser Nikephoros III. regierte in den für Byzanz äußerst schwierigen Jahren nach der großen Niederlage, die Kaiser Romanos IV. am 19. August 1071 in Manzikert gegen die in Ostanatolien eingefallenen türkischen Seldschuken erlitt. In Folge der schweren Niederlage wurde Romanos IV. durch Kaiser Michael VII. in Konstantinopel ersetzt, während gleichzeitig die Seldschuken weiter in das Innere Kleinasiens vordrangen, ohne auf größeren Widerstand zu stoßen. Der neue Kaiser behielt seine Truppen lieber in der Hauptstadt, statt sie und damit seine Herrschaft im Kampf gegen die Invasoren zu riskieren, und die Provinzen waren zu schwach und vor allem zu unorganisiert, um sich alleine verteidigen zu können. Zugleich nutzten im Norden die Petschenegen die günstige Gelegenheit und überschritten die Donaugrenze, während in Italien die Normannen in diesem byzantinischen Schicksalsjahr 1071 Bari, die Hauptstadt des byzantinischen Unteritalien, eroberten und damit die letzten Reste der dortigen Besitzungen des Reiches an sich brachten.
Die Regierung in Konstantinopel schaute diesem Zusammenbruch mehr oder weniger paralysiert zu. In den verbleibenden Provinzen häuften sich kleinere und größere Aufstände. Zum Teil zogen die Aufständischen gegen Konstantinopel, zum Teil machten sie sich selbstständig, etwa der armenische General Philaretos Brachamios, der Antiocheia an sich brachte und im ehemaligen Grenzgebiet eine eigene Herrschaft errichtete, die bis in die achtziger Jahre hinein Bestand haben sollte. In Trapezunt konnte Theodoros Gabras Ähnliches erreichen, andere folgten. Die Autorität der Zentralregierung zerfiel in rasender Geschwindigkeit, zum Teil aufgrund des Vorrückens der äußeren Feinde, zum großen Teil aber auch, weil der Kaiser sich nicht in der Lage zeigte, die verbleibenden Kräfte um sich zu scharen und gegen die Eindringlinge zu mobilisieren. Hieran änderte auch der Sturz von Michael VII. und die Thronbesteigung des Generals Nikephoros III. Botaneiates 1078 nichts.

## Leben

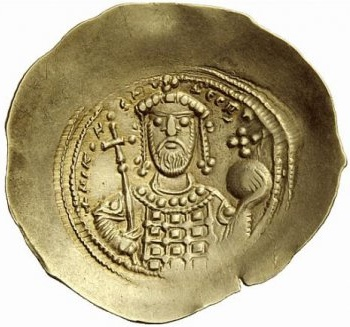
Goldmünze (Elektron-Histameon) des Kaisers Nikephoros III. Aufgrund der Hyperinflation betrug der Goldgehalt nur noch 8 Karat (33 %).

Nikephoros III. Botaneiates gehörte einer Familie an, die für sich die Abstammung vom byzantinischen Geschlecht der Phokas beanspruchte. Er diente als General unter Kaiser Konstantin IX. und spielte im Jahr 1057 eine aktive Rolle bei der Usurpation von Isaak I. Komnenos gegen Kaiser Michael VI. Im Jahr 1064 verteidigte er zusammen mit Basil Apokapes, dem Strategos des Militärdistriktes Paristrion, die Balkangrenze gegen einfallende Oghusen. Unter Kaiser Michael VII. wurde er schließlich Strategos des Militärdistriktes Anatolikon und Befehlshaber über die Truppen von Anatolien.
Als 1077/78 fast gleichzeitig nicht weniger als drei Prätendenten gegen Kaiser Michael VII. auftraten, konnte sich der bereits betagte Nikephoros III. Botaneiates durchsetzen. Mit stillschweigender Duldung von Suleiman, dem Anführer der Seldschuken, marschierte Nikephoros III. nach Nicäa, wo er am 7. Januar 1078 als Kaiser proklamiert wurde. In der Hauptstadt wendete sich das Blatt zu Ungunsten von Michael VII., der Ende März abdanken musste. Nikephoros zog drei Tage später, am 24. März oder 3. April 1078, in Konstantinopel ein und bestieg den Thron. Trotz Widerstands vom Adel und vom Klerus wurde dieser Schritt gebilligt. Michael VII. wurde ins Studionkloster verbannt. Auch Michaels Frau Maria von Alanien floh zunächst mit ihrem Sohn Konstantin Dukas Porphyrogennetos in ein Kloster. Mit Unterstützung durch Alexios Komnenos konnte sich der neue Kaiser gegen die Usurpatoren Nikephoros Bryennios und Nikephoros Basilakes durchsetzen. 
Als Nikephoros’ Frau verstarb, heiratete er Maria von Alanien und bestimmte zunächst ihren Sohn Konstantin Dukas zu seinem möglichen Nachfolger.
Angesichts der verzweifelten Situation an der byzantinischen Ostfront hatte Kaiser Michael VII. seinem normannischen Gegner Robert Guiskard, obwohl dieser das byzantinische Süditalien erobert hatte, angeboten, Robert Guiskards Tochter Olympias (ab der Verlobung Helena genannt) mit seinem Sohn, dem byzantinischen Thronerben Konstantin Dukas Porphyrogennetos zu vermählen. Diese Heirat kam nun auf Intervention des neuen Kaisers Nikephoros III., der Olympias in ein Kloster schickte, nicht zustande und führte dazu, dass Robert Guiskard, unter dem Vorwand, die Rechte Konstantins und Olympias’ zu wahren, die Rechtmäßigkeit des Kaisers in Konstantinopel anzweifelte und anschließend die byzantinischen Balkanbesitzungen mit einem Krieg überzog, der Byzanz an den Rand einer Katastrophe bringen sollte.
Auch die finanzielle Lage wurde immer prekärer. So beschleunigte sich unter Kaiser Nikephoros III. die ab Kaiser Michael IV. (1034–1041) langsam beginnende Entwertung der byzantinischen Goldwährung rapide auf nur noch 8 Karat (33 %). Diese Hyperinflation war ein Spiegelbild der prekären wirtschaftlichen Situation, in der sich Kaiser Nikephoros III. befand, der mit großzügigen Geschenken verzweifelt versuchte, sich Gefolgsleute zu sichern.
Auch die Lebensmittelversorgung der Hauptstadt wurde immer schwieriger. Nikephoros’ Anordnung, staatliche Lagerhäuser niederzubrennen, die unter Kaiser Michael VII. zwecks Monopolisierung der Getreideversorgung eingerichtet wurden, war hierbei auch nicht dienlich.
Nikephoros hatte sich schließlich mit Alexios Komnenos, Nikephoros Melissenos und dem seldschukischen Sultan von Rum auseinanderzusetzen. Alexios Komnenos nutzte seinen Einfluss bei der Armee, um Nikephoros zur Abdankung zu zwingen. Dieser zog sich in das Kloster Peribleptos in Konstantinopel zurück.
Das Geschichtswerk des Michael Attaleiates ist Nikephoros gewidmet und stellt für dessen Regierungszeit eine wichtige Quelle dar.

## Bildnisse von Nikephoros III.
Die folgenden Abbildungen stammen aus einer Handschrift der Homilien des Johannes Chrysostomos, die ungefähr zwischen 1071 und 1081 entstand.

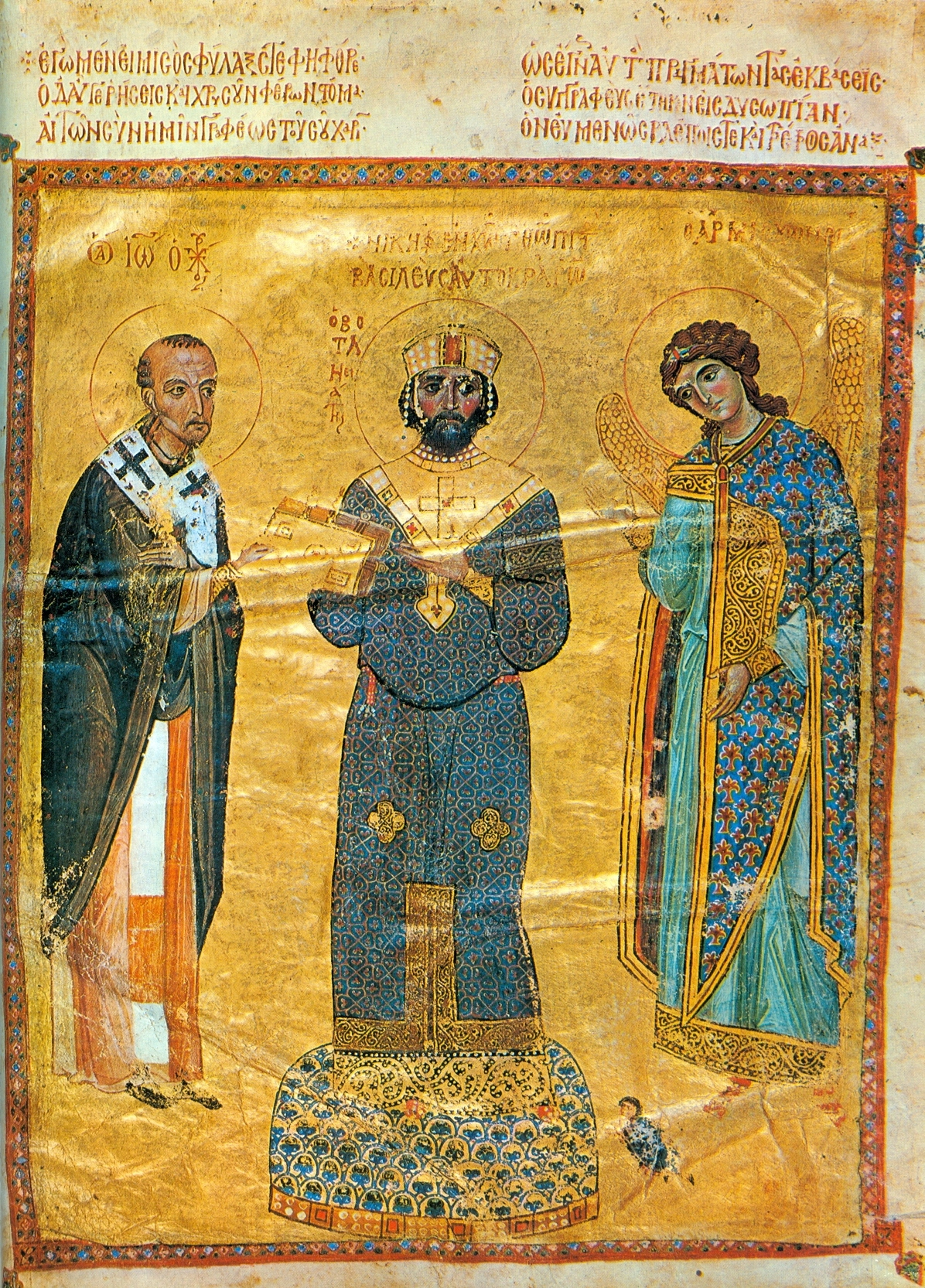
Hl. Johannes Chrysostomus mit Nikephoros Botaneiates
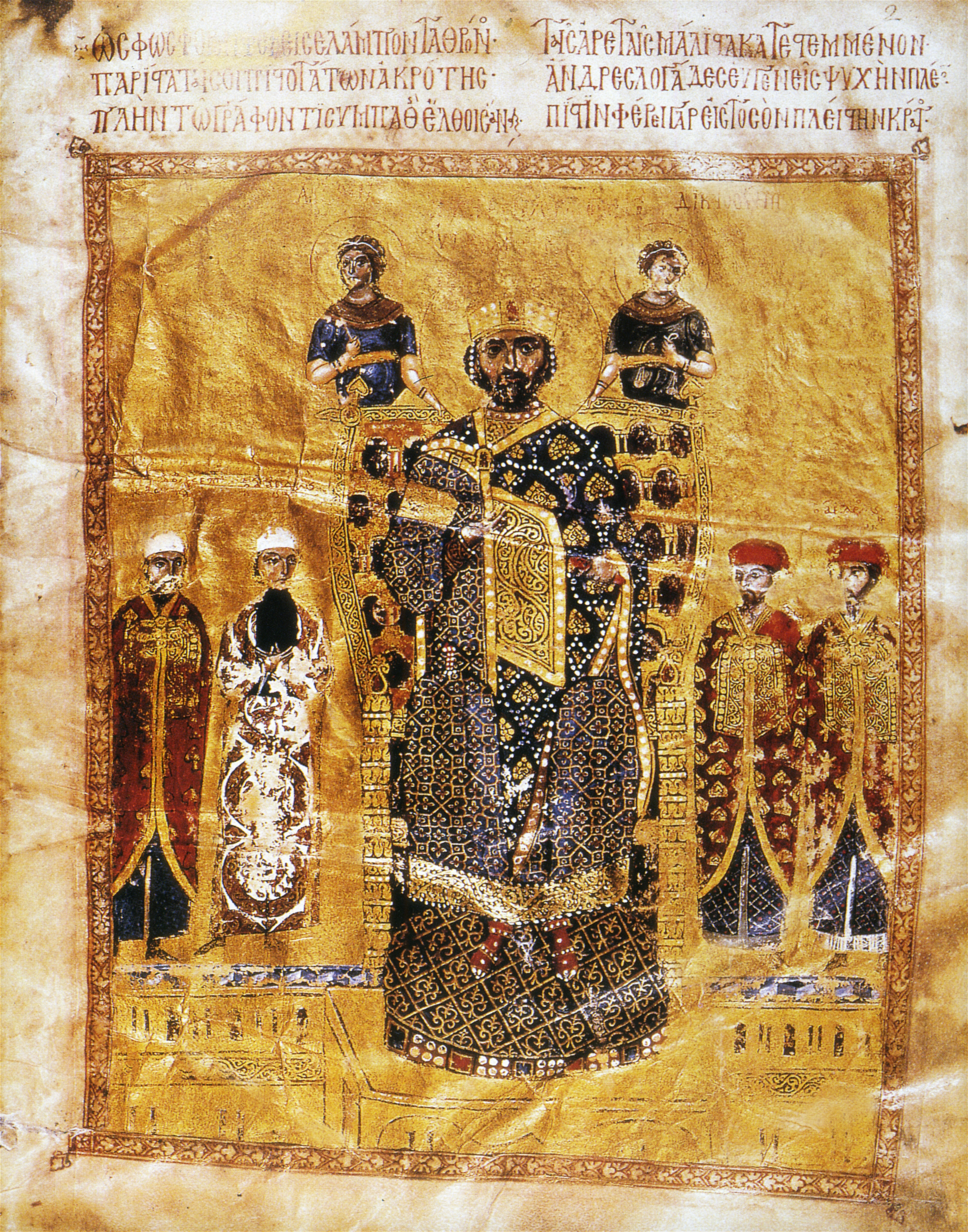
Nikephoros III. mit Offizieren
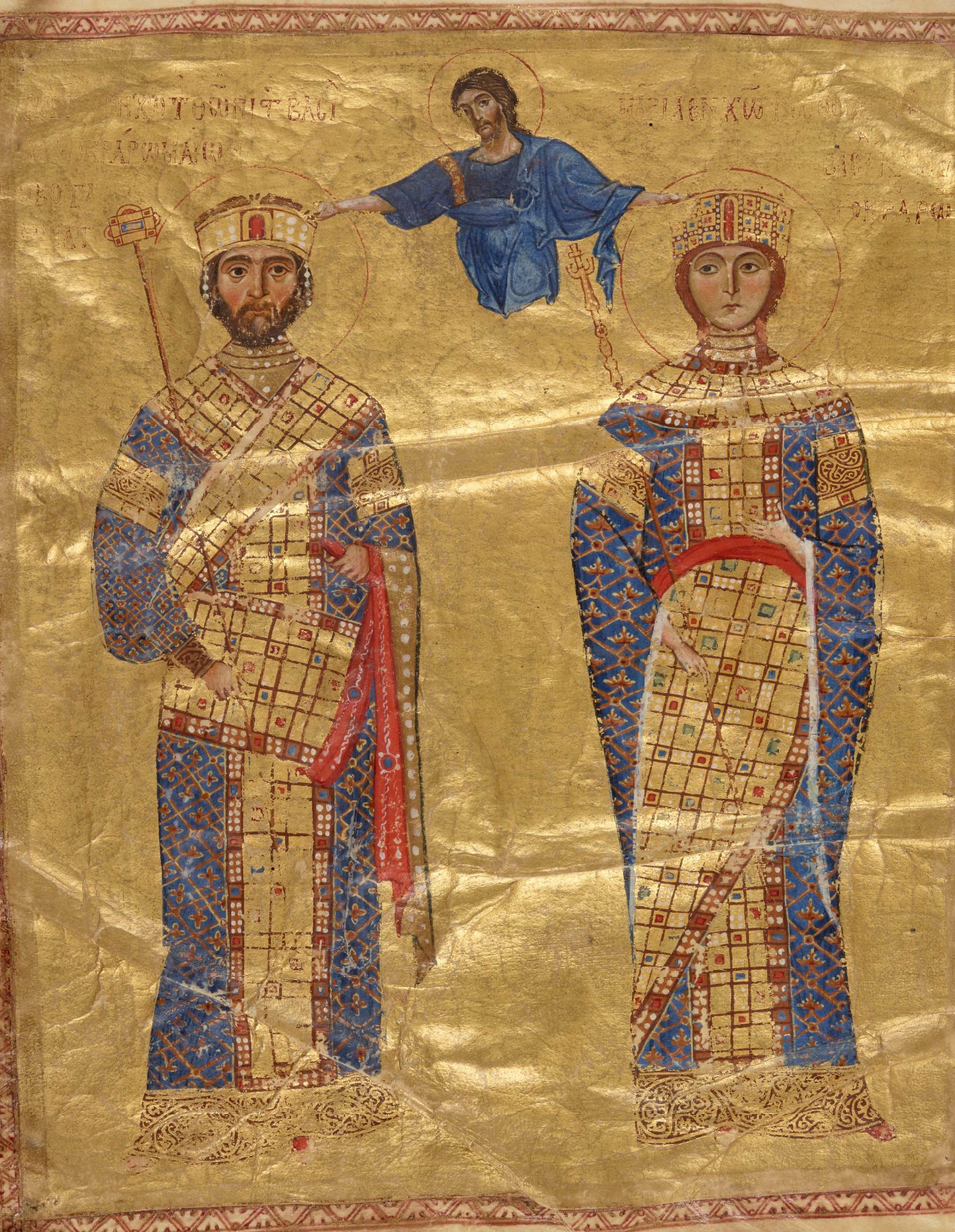
Nikephoros III. und Maria Bagrationi